# Zlaté Hory (nádraží)
Zlaté Hory jsou dopravna D3, která se nachází v západní části města Zlaté Hory v okrese Jeseník. Dopravna leží v km 8,608 neelektrizované jednokolejné trati Mikulovice – Zlaté Hory, jedná se tedy o její koncovou dopravnu.

## Historie
Nádraží s tehdejším názvem Zuckmantel bylo zprovozněno 31. října 1896, tedy současně se zahájením provozu tratě z Mikulovic. Zřejmě v roce 1910 bylo označení stanice rozšířeno na Zuckmantel i. Österreichisch Schlesien, od roku 1918 se používalo české pojmenování Cukmantl ve Slezsku. V letech 1938 až 1945 nesla stanice německý název Zuckmantel (Altvater), poté opět český Cukmantl. Od roku 1949 se používá pojmenování Zlaté Hory.
Po zahájení provozu se začaly objevovat návrhy na prodloužení tratě ze Zlatých Hor dále do Jindřichova‎ nebo Města Albrechtic‎, aby nemusela být využívána peáž přes Prusko (resp. později Polsko). Pro hornatý terén však k realizaci nikdy nedošlo, přestože zejména v období První republika se myšlenka opakovaně ale neúspěšně prosazovala. Podobné návrhy se objevovaly i v 21. století.
V polovině 50. let 20. století byla vybudována 550 metrů dlouhá vlečka z nádraží do zlatohorské pily. Po 450 metrech z vlečky vedla ještě odbočná větev s odvratnou kolejí v délce 50 m. Po požáru v roce 1962 nebyl provoz pily obnoven, nevyužívaná vlečka pak byl postupně snesena.
Od roku 2019 o nádraží pečuje Okrašlovací spolek zlatohorský, který vyčistil kolejiště od náletových dřevin a vybudoval posezení či dětské prolézačky. V roce 2020 členové spolku na nádraží dovezli vodní jeřáb, který původně ve Zlatých Horách vůbec nebyl. Vodní jeřáb byl opraven a 30. října 2021 byl poprvé zprovozněn. Na kusé koleji v místě někdejší remízy umístil spolek dva vozy pro muzejní expozici a přespávání.

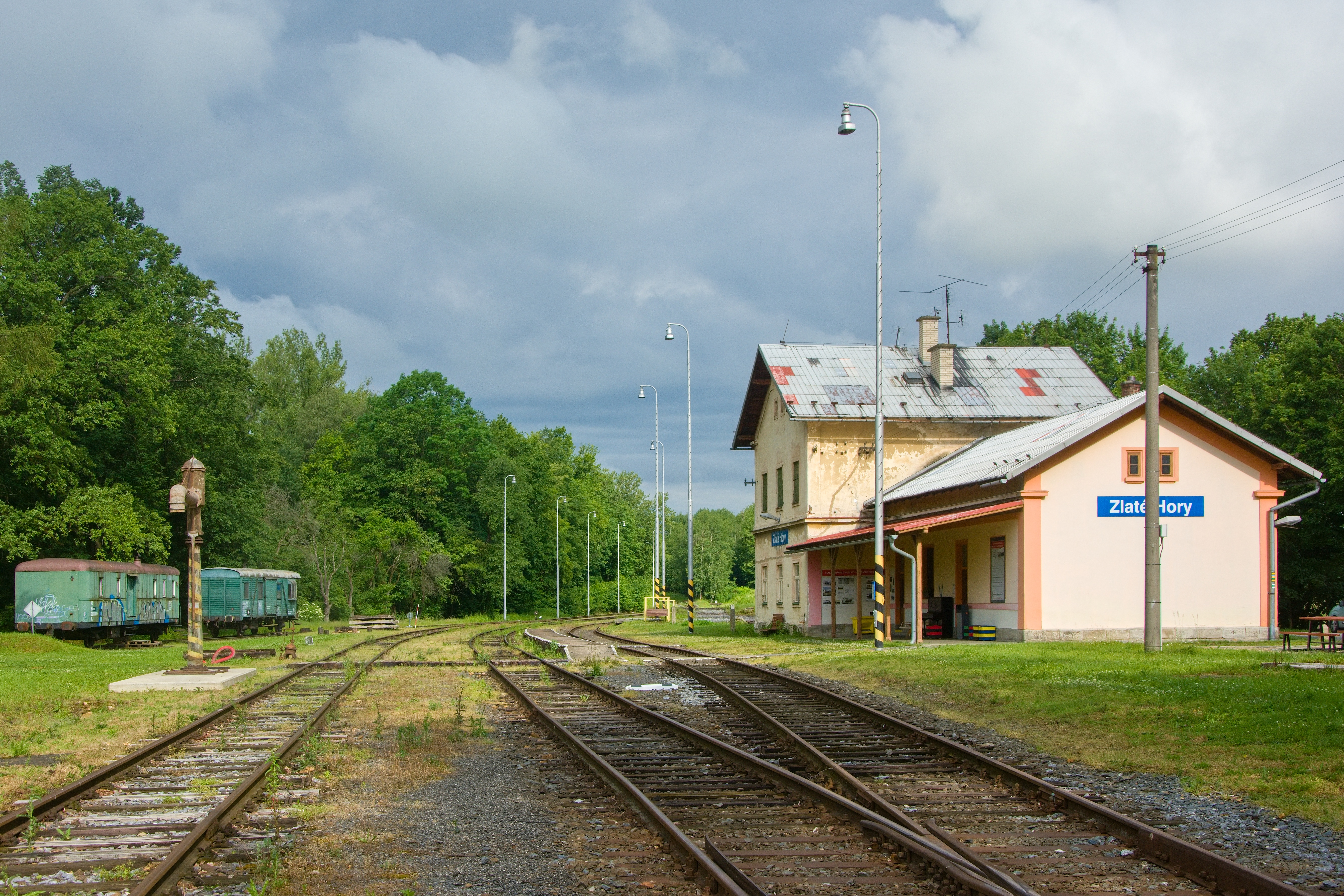
Celkový pohled na dopravnu, vlevo za vodním jeřábem vozy umístěné okrašlovacím spolkem

## Popis dopravny
Dopravna D3 Zlaté Hory je řízena dirigujícím dispečerem, který sídlí ve stanici Mikulovice, jedná se o jedinou dopravnu na trati (pokud nepočítáme Mikulovice). Dopravna je z trati kryta lichoběžníkovou tabulkou umístěnou v km 8,150.
V dopravně se nacházejí dvě dopravní koleje a několik manipulačních kolejí. Před nádražní budovou je kusá manipulační nakládací a vykládací kolej č. 4 zapojená do kusého zhlaví, následují dopravní koleje č. 2 a 1, poslední je kusá manipulační kolej č. 3 zapojená do mikulovického zhlaví. Na kusém zhlaví pokračuje kolej č. 1 jako manipulační kolej č. 1a až k zarážedlu v km 8,822, které je současně koncem trati.
U dopravní koleje č. 2 je zřízeno vnitřní jednostranné nástupiště o délce 43 m s nástupní hranou ve výšce 250 mm nad temenem kolejnice, příchod na nástupiště je úrovňový. Nádražní budova je pro cestující uzavřená. Před nepřízní počasí se mohou cestující skrýt ve venkovním krytém prostoru budovy.